# Кузнецов, Александр Харитонович
Александр Харитонович Кузнецов (1838 — 13 (26) июля 1910) — русский врач, медик; заслуженный профессор Харьковского университета.

## Биография
Происходил из купеческого сословия. Родился в 1838 году. Старший брат, Николай Харитонович — член Государственного совета, тайный советник.
В 1855 году окончил Харьковскую гимназию, а в 1860 году — медицинский факультет Императорского Харьковского университета. В службу вступил в 21 апреля 1862 года; служил врачом семинарии, духовного училища, епархиального женского училища.
В 1868 году защитил докторскую диссертацию «Материалы для истории развития кожи» (Харьков, 1868). С 1876 по 1882 годы работал в госпитальной терапевтической клинике Харьковского университета, был экстраординарным профессором кафедры специальной патологии и терапии. С 1888 года — ординарный профессор.
Вместе с профессорами В. Ф. Грубе и В. Г. Лашкевичем готовил VI съезд врачей в Харькове. В 1893 году выступил на Пироговском съезде с докладом «О способах резекции печени». В 1896 году участвовал в съезде сифилидологов в Санкт-Петербурге. В 1898 году участвовал в работе Всероссийского бальнеологического съезда и XIII международного съезда в Париже. Принимал активное участие в работе Харьковского медицинского общества, в течение 15 лет руководил им. Во времени революционных событий 1905 года Харьковское медицинское общество разделилось на левое и правое крыло, что стало причиной кризиса, по которой Кузнецов подал в отставку с поста председателя, продолжая работать в нём.
После выхода в отставку в университете занимал должность врача-директора Славянских минеральных вод.
Ещё при жизни завещал свою библиотеку в две тысячи томов Харьковском медицинском обществу.
Действительный статский советник с 1896 года. Награждён орденами Св. Анны 2-й ст. (1879), Св. Владимира 3-й ст. (1891) и Св. Станислава 1-й ст. (1899); также имел бухарский орден Золотой Звезды 1-й ст. (1886).
Многочисленные статьи Кузнецова были помещены в «Современной медицине», «Военно-медицинском журнале», журнале Харьковского медицинского общества.
Умер 13 июля 1910 года. Похоронен в Харькове на Усекновенском кладбище.